# Formica abdominalis
Formica abdominalis é uma espécie de formiga do gênero Formica, pertencente à subfamília Formicinae.